# Bandera de sangre
- Arriba a la izquierda: Bandera de sangre sin diseño.
- Arriba a la derecha: Bandera pirata histórica de color rojo, capturada por el teniente Richard Curry en el siglo XVIII.
- Abajo a la izquierda: Barcos holandeses enarbolando una bandera de sangre durante la Batalla del Sund, 8 de noviembre de 1658, librada entre las flotas holandesa y sueca.
- Abajo a la derecha: Bandera de sangre holandesa de mediados del siglo XVII.

A menudo llamadas banderas de sangre o roja de sangre (entre otros nombres), las banderas rojas sin diseño eran el símbolo náutico tradicional en aguas europeas antes de la invención de los códigos de señalización de banderas para significar que se pretendía dar batalla y que «no se daría cuartel», lo cual significaba que no se aceptaría la rendición y se mataría a todos los prisioneros, pero también a la inversa, implicando que el que enarbolaba la bandera se batiría hasta el final (desafío a muerte). Tradicionalmente, estas banderas eran simples, pero también existían ejemplos con diseños, como la calavera y huesos cruzados en algunos ejemplos piratas.
Se desconoce el origen de las banderas de sangre, pero el rojo intenso se asocia al color de la sangre y simboliza el sufrimiento y el combate. Las fuentes históricas mencionan que los normandos utilizaban banderas de sangre en el siglo XIII, pero los escudos pintados de rojo ya eran utilizados por los guerreros nórdicos en siglos anteriores. Desde finales del siglo XVIII, la bandera de sangre se ha transformado en la bandera política de la revolución.

## Uso pirata
Durante la Edad de Oro de la Piratería, los piratas utilizaban banderas de sangre en combinación con la "bandera negra de la piratería" para señalar exigencias y amenazas a sus víctimas. Al principio, se izaba una bandera nacional falsa para acortar distancias entre el barco pirata y el barco víctima. Cuando el barco víctima se ponía a tiro, se izaba la bandera negra, señal de que "se daría cuartel" si el enemigo se rendía, lo que significaba que se perdonaría a las víctimas después de saquear su cargamento. Para indicar que "sí", el barco víctima debía bajar su propia bandera (lo que en terminología naval se denomina "arriar su bandera"). Sin embargo, si se negaban o eran demasiado lentos, los piratas izaban la bandera de sangre, que indicaba que la carga se tomaría por la fuerza y que "no se daría cuartel" a los prisioneros. Si los piratas tenían varios barcos, el izado de la bandera de sangre también actuaba como señal de "ataque" para el resto de los barcos.
El uso pirata de la bandera hace su aparición en el cómic Las aventuras de Tintín, El secreto del unicornio. En un flashback sobre el antepasado del capitán Haddock, el capitán Sir Francis Haddock, se muestra cómo el barco de Francis es atacado por el capitán pirata Red Rackham y su tripulación. Al principio, los piratas izan la "bandera negra", pero cuando Francis se niega a arriar su bandera y bombardea a los piratas con cañonazos, los piratas "izan nuevos colores" e izan el " estandarte rojo", en señal de que no hay cuartel, tras lo cual abordan el barco de Francis y masacran a su tripulación.

## Historia

### Escudos rojos nórdicos (época vikinga)

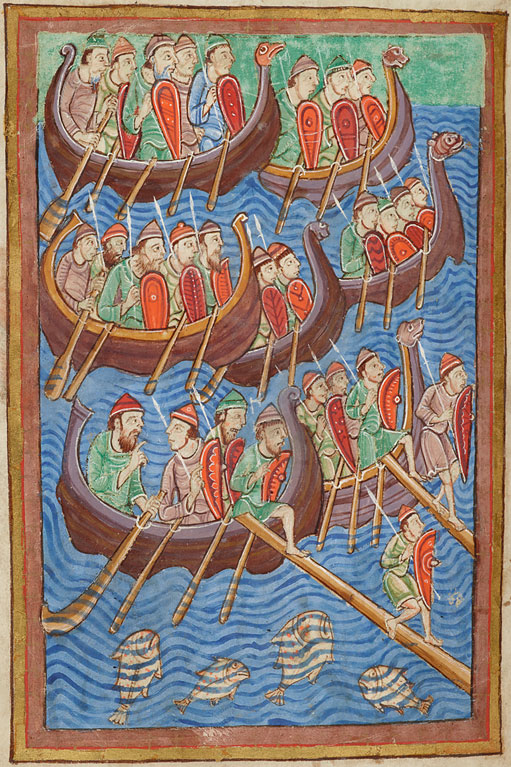
Representación de marineros nórdicos invadiendo Inglaterra con escudos rojos, pintada hacia 1130 DC.

Durante la época vikinga europea (ca. 750-1200 DC), los guerreros navegantes nórdicos, conocidos en la actualidad como vikingos, utilizaban escudos pintados como señalización cuando viajaban en barco. Sus escudos eran principalmente de un solo color y presentaban códigos cromáticos similares a los de las banderas modernas. Para señalar neutralidad o paz, se utilizaban escudos blancos. Para señalar guerra o batalla, se utilizaban escudos rojos, etc.

### Baucans/Bauccedillian(sigloXIII)
El primer uso de banderas rojas como símbolo de "lucha a muerte" o "sin cuartel" aparece en los registros de la década de 1290. En los combates, los barcos de la época en aguas del norte de Europa enarbolaban un largo gallardete rojo sin diseño desde el tope del mástil, llamada Baucans o Bauccedillian. En una petición, un grupo de marineros ingleses afirmaba que la Corona no tenía derecho a una parte del dinero del premio ganado por un barco normando capturado en 1293 porque había izado la Baucans. (Puede que izar el gallardete fuera una práctica relativamente novedosa en la época, ya que los escritores sienten la necesidad de explicarla).
Se considera la Baucans como antepasado directo de la bandera de sangre. El tamaño según los registros era de 30 yardas (24,45 m) de largo por 2 yardas (1,82 m) de ancho.

### Bandera de sangre / Bandera de Desafío (sigloXVII)
A mediados del siglo XVII, la Baucans, ahora conocida como bandera de sangre o Bandera de Desafío, etc., había evolucionado hasta convertirse en una bandera marítima convencional y su uso estaba muy extendido. Se izaba en ciudades y castillos sitiados para indicar que no se rendirían. "La bandera roja es una señal de desafío y batalla", según la Chambers Cyclopedia (1727-41).
En 1647, la bandera de sangre se incluyó en las instrucciones de la Royal Navy: "Tan pronto como el Almirante iza una bandera roja en el asta del mástil de proa y dispara de nuevo, todos los barcos de la flota deben esforzarse al máximo para enfrentarse al enemigo en el orden que el Almirante les ha prescrito". Esta norma estuvo en uso hasta 1799, año en que se dejó de aplicar. A finales del siglo XVII, los corsarios ingleses tenían que enarbolar banderas rojas para distinguir sus barcos del Pabellón Blanco que enarbolaban los buques de guerra de la Royal Navy. Muchos de estos corsarios se dedicaron más tarde a la piratería y siguieron utilizando la bandera roja. En la guerra de Independencia de los Estados Unidos, la bandera de sangre sólo era utilizada por los piratas.

## Nombres
La bandera tiene muchos nombres a nivel internacional e histórico. Algunos de ellos son:
- Aanvalsvlag - "bandera de ataque" en neerlandés
- Baucans - término del siglo XIII, en desuso[1]
- Bauccedillian - término del siglo XIII, en desuso[1]
- Bloedvlag - "bandera de sangre" en neerlandés
- Bloody banner - "estandarte de sangre" en inglés
- Bloody colors - "colores de sangre" en inglés
- Bloody flag - "bandera de sangre" en inglés[13]
- Bloody red - "roja de sangre" en inglés
- Colours of Defiance - "Colores de Desafío" en inglés[2]
- Flag of Defiance - "Bandera de Desafío" en inglés[2][13]
- Jolie rouge - término francés del siglo XVIII que significa "rojo bonito"[14]
- Jolly Roger - término inglés del siglo XVIII[14]
- Pavillon rouge - "bandera roja" en francés
- Pavillon sans quartier - "bandera sin cuartel" en francés[3]
- Red flag - "bandera roja" en inglés
- Red pennant - "gallardete rojo" en inglés
- Sansquartier - palabra compuesta en francés que significa "No + cuartel"[13]